# Sonja Salvis

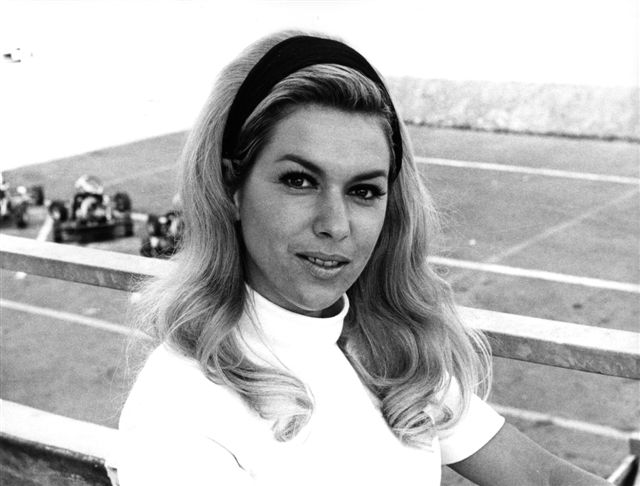
Sonja Salvis

Sonja Salvis, eigentlich Sonja Salvisberg, (* 1941; † 1994) war eine Schweizer Sängerin.

## Leben
Sonja Salvis begann schon als Kind in der Ländler-Band ihres Vaters Armin Salvisberg zu singen. Ihr Vater komponierte auch selbst. Als Salvis 13 Jahre alt war, starb ihr Vater an den Folgen eines Verkehrsunfalls. Nach der Sekundarschule machte Salvis erst eine Lehre als Zahnarzt-Assistentin. Mit 17 kam sie dann ins Zürcher Kindli als Sängerin. In Zürich besuchte sie die Schauspielschule und nahm Gesangsunterricht von der Opernsängerin Sophia Husi und Choreographieunterricht bei Tibor Kasics. Parallel dazu besuchte sie eine Kosmetik-Fachschule und machte einen Abschluss als Kosmetikerin.
Anfang der 1960er Jahre gab sie ein Konzert mit Louis Armstrong im Kursaal in Interlaken. 1965 gewann sie diverse Schlagerwettbewerbe, u. a. Schweiz – Deutschland – Österreich in St. Gallen, dann 1966 den „Internationalen“ in Wien, zusammen mit dem Orchester von Johannes-Fehring-Big-Band, mit dem Lied Summertime von George Gershwin. Später dann unternahm  sie eine Tournée mit den Red Millers in Dänemark und Schweden, u. a. auch zwei Monate im Pavillon im Baur au Lac in Zürich. Anschliessend war Salvis in Amerika, besuchte die Tanzschule für modernen Jazz-Tanz bei Luigi (Luigi’s Jazz Center) am Broadway. Auch für Gesang im amerikanischen Stil liess sie sich ausbilden.
1969 war sie als einzige Sängerin neben Vico Torriani in seiner Show bei den „Miss-Swiss-Wahlen“ in Bern, wo sie  zusammen mit Gustav Brom, der 13-Mann-Jazz-Bigband aus der Tschechoslowakei auftrat, die sie auch erst da kennenlernte. Sonja Salvis arbeitete von diesem Zeitpunkt an vorwiegend nur noch in der CSSR. 1970 durfte sie bei einem Gala-Auftritt an der „Lucerna“ in Prag singen. Es kamen Fernsehsendungen, Schallplatten, Tourneen, Radioaufnahmen. 1972 folgte ein Konzert mit Waldemar Matuška im Volkshaus in Zürich sowie im Stadt-Casino in Basel mit dem Orchester von Vaclav Hybs.
Die Single-Platten von Salvis waren auf den vorderen Plätzen der tschechischen Hitparade. Die Langspielplatten wurden an alle Ost-Länder über die Artia-Produktion von Supraphon vertrieben. Neue Aufnahmen mit Paul Kuhn und Vaclav Hybs folgten, ebenfalls zwei TV-Shows in Prag (Cabinet und Guten Abend mit Waldemar Matuska). Auch neue Schallplatten wurden wieder aufgenommen. Durch einen Gala-Auftritt in Belgrad mit Jean-Claude Pascal kam sie ins Management von Dieter Breyvogel, dem Manager von Pascal. Sie sang somit in dieser Zeit nicht nur in der CSSR, sondern auch in Deutschland.
Salvis war verheiratet und hatte eine Tochter.

## Auszeichnungen
- 1970: Überreichung der goldenen „Sonja Salvis“ Trompete in Prag, Palace Prag+Botschaft

## Fernsehsendungen Schweiz
- Grüezi Wien, Servus Zürich (1969)
- Silvestersendung mit Mäni Weber (1970)
- Sie und Er und ein Orchester (1970)
- Switzerland à gogo, Belgrad (1971)
- Mit Sonja Salvis in der Tschechoslowakei (1973)
- Sowie diverse Fernsehsendungen in der Tschechoslowakei

## Diskographie

### Singles
- Corin‘ Bell / Es muss so sein. Orchester Kurt Edelhagen, Drummer : Charlie Antolini, Denis Armitage, Musiker
- Du hast mir schon tausendmal Adieu gesagt; Paul Kuhn (1972)
- Unser Glück kennt keine Grenzen / Champs Elysées
- Blowing in the wind / Champs Elysées (Gustav Brom Orchester)

### Alben
- Mit der World Wildlife Jazzband, Titel: In the Groove  (zu Gunsten WWF)
- Missa Jazz (Orchester Gustav Brom)
- Sonja Salvis / Gustav Brom Orchester
- Send for me / Gustav Brom Orchester